# Civatateo
Les Civatateo sont, dans la mythologie aztèque, des esprits de femmes mortes par naissance. Elles sont représentées comme sorcières assoiffées de sang.